# 藪家
藪家（やぶけ）（または、高倉家（たかくらけ））は、日本の公家・華族。公家の家格は羽林家・華族としての家格は子爵家。藤原南家武智麻呂流の家系であったが、江戸時代には藤原北家閑院流四辻家支流を称した。

## 歴史
藤原南家の祖・藤原武智麻呂の子孫である藤原範季を祖とする。範季は、後白河院の近臣で、娘・範子が順徳天皇の生母となり、贈・左大臣。高倉を号した。
家格は羽林家。家業は神楽・筝。江戸時代の石高は初め180石。後に150石。
戦国時代の天文15年（1546年）に参議・範久の時に中絶する。以後、複雑な経緯を辿る。まず下冷泉為豊の次男・範信（後の甘露寺経元）が当主となるが、勅命で甘露寺家を継承したために中絶、次に勧修寺晴秀の次男・範将が当主になるも出奔して、動向が不明となり、永禄8年（1565年）に高倉資政（元の中御門宣将・東坊城季長）が高倉家継承を命じられるも同年11月に急死して中絶、柳原淳光の子・範国が入るが、天正12年（1584年）に賊に殺害されてまたも中絶、四辻公遠の三男範遠が継いだが、後に山科家を継承する。しかし、弟にあたる公遠の五男嗣良がようやく再興を果たした。
その後、嗣良は家名を「高倉」から「藪」と改名する。その背景として前・当主（）であった範遠が朝廷内の事情で山科家の当主を追われて「猪熊教利」と改名した後に猪熊事件を起こして処刑されたことを憚ったこと、加えて藤原南家流で参議を事実上の極官とする高倉家を放棄して、藤原北家閑院流四辻支流で権大納言を極官とする四辻家の庶流になることで家格上昇を図ったものであったとみられる（「藪」は元々四辻家の別名の1つであったと言われる）。これによって、朝廷では藤原南家の旧家・高倉家は断絶して、閑院流の新家・藪家が創設されたとみなされた。だが、寛延3年（1750年）に桜町上皇と一条兼香が制定した官位御定に旧家・新家の家格を昇進基準として導入され、権大納言まで昇り得た藪家は一転して寛永期創設の新家として三位への昇進も事実上不可能とされたのである。
明治維新後の明治2年（1869年）6月17日の行政官達で公家と大名家が統合されて華族制度が誕生すると藪家も公家として華族に列した。明治9年（1876年）に始まった華族の宗族制においては分家の中園家・高丘家とともに第43類内大臣鎌足孫左大臣武智麻呂裔として、藤原南家の一族として扱われている。明治17年（1884年）7月7日の華族令の施行で華族が五爵制になると、同8日に大納言直任の例がない旧堂上家として篤麿が子爵に叙された。侍従、貴族院議員を務めた。昭和11年（1936年）家名を元の高倉に改名している。戦後は、伊勢神宮大宮司を務めた。
篤麿は妻 篤子との間に男子がなかったために河鰭実英の三男 公朋と、三室戸家出身で陰陽師 安倍晴明の裔である土御門家を継承していた土御門晴善（土御門家継承前は三室戸善光）の子 允光（三室戸允光）を範忠と改名させて養子としていたが、範忠の兄であり、父 晴善より土御門家を継承していた土御門凞光が急死すると、高倉範忠は急遽兄 凞光の養子となって土御門家を継承。土御門家当主として戦後復興した土御門神道管長に就任した（1994年に逝去）。高倉家当主の地位は公朋が継承した。
公朋は、河鰭実英の三男。医師・医学博士・専門は脳神経外科学。東京大学名誉教授・東京女子医科大学名誉教授・同学学長等を務めた。